# 国防学院 (缅甸)
国防学院（發音：[sɪʔ tɛʔkəθò]），另译国防服务学院，位于彬乌伦，是缅甸首屈一指的军事学院，为缅甸国防军所有三个军种培训未来的军官。这所由国防部管理的学院提供文科、综合物理科学和计算机科学学士学位课程。从第一届毕业典礼到2021年12月的第62届毕业典礼，该学院已为33,065名毕业生授予了基础学位。
学院毕业生将在缅甸军队的三个军种之一服役。